# Бенльевай
Бенльевай (порт. Benlhevai) — населённый пункт и район в Португалии, входит в округ Браганса. Является составной частью муниципалитета Вила-Флор. По старому административному делению входил в провинцию Траз-уж-Монтиш и Алту-Дору. Входит в экономико-статистический субрегион Доуру, который входит в Северный регион. Население составляет 214 человека на 2001 год. Занимает площадь 12,34 км².